# Price Memorial Hall
Il Price Memorial Hall, noto anche come Price Memorial Building, è un sito storico della città di Dahlonega, nello Stato della Georgia. Da queste località nel 1828 ebbe inizio la corsa all'oro, diffusasi in tutti gli Stati Uniti.

## Storia
Il Price Memorial Hall fu edificata nel 1836 presso la sede della zecca federale del governo statunitense, e, distrutta da un incendio nel 1878, venne successivamente ricostruita come Hall dell'Università della Georgia del Nord. È la parte più antica del complesso sopravvissuta fino ad oggi e l'attuale sede amministrativa dell'ateneo.
Nel 1934 fu rinominata in onore di William Pierce Price (1835-1908), fondatore del North Georgia Agricultural College (NGAC) e presidente del suo comitato dei garanti, dal 1870 alla morte. Prima di allora, era nota come the main building ("l'edificio principale"). In qualità di Deputato del Congresso, Pierce si spese perché tale collegio agricolo e militare fosse uno dei primi istituti scolastici degli Stati Uniti a beneficiare dei Morrill Act del 1862 e del 1890.
Secondo edificio della Georgia ad utilizzare l'oro di Dahlonega, il complesso di via College Circle 82 entrò a far parte del Registro Nazionale dei Siti Storici (NRHP) il 20 gennaio 1972. 

Nello stesso anno, la guglia del campanile fu completamente rivestita da uno strato di fogli d'oro ricavati da 13 once del prezioso metallo, a fronte di un progetto iniziale costato 100.000 dollari.